# Being Music School
Being Music School是日本一所由知名唱片公司Being所經營，位於東京都港區東麻布的音樂學校。在2015年6月30日閉校。

## 概要
- 在1983年以音樂製作公司Being的聲樂學院開設了Being音樂振興會，2009年9月1日起變更名稱，是一所以挖掘新藝人、培訓為目的的音樂學校。

## 主要授課内容
- 主唱課程
- 歌曲寫作課程講座…清岡千穂（日语：清岡千穂）擔任講師
- 爵士鼓課程講座…原FIELD OF VIEW鼓手小橋琢人（日语：小橋琢人）擔任講師
- 吉他課程講座…原MARBLE TONE的植田浩二擔任講師
- 舞蹈課程講座

## 備考
- B'z的稻葉浩志、原WANDS的上杉昇（日语：上杉昇）、T-BOLAN的森友嵐士（日语：森友嵐士）、大黑摩季皆是從本聲樂學院的定例試聽甄選中被挖掘出來的。
- 出道前的倉木麻衣、BREAKERZ的DAIGO亦有參加歌唱課程。
- 爵士鼓課程講師，原FIELD OF VIEW鼓手的小橋琢人（日语：小橋琢人）亦是在冊一員。
- 舉行了Being在1990年代所主辦的BAD試聽甄選。
- 所舉行的トレジャーハント ～ビーイングオーディション2012～，挖掘了新山詩織出道。
- La PomPon（日语：La PomPon）的成員有在此受訓舞蹈課程。

## 主要出身者
- 稻葉浩志(B'z)
- 森友嵐士（日语：森友嵐士）(T-BOLAN)
- 上杉昇（日语：上杉昇）(WANDS)
- 柴崎浩（日语：柴崎浩）(WANDS)
- 大黑摩季
- 甲斐冴子(SO-Fi)
- 高山征輝（日语：高山征輝）(ZYYG)
- 大田紳一郎(BAAD、doa)
- 宇津本直紀（日语：宇津本直紀）(DEEN)
- 葛原豊（日语：葛原豊）(TEARS)
- 高森健太（日语：高森健太）
- 美南トモ(MARBLE TONE)
- 加藤沙香菜（日语：加藤沙香菜）(organs cafe)
- 倉木麻衣
- DAIGO(BREAKERZ)
- 川本宗孝（日语：川本宗孝）
- 小内喜文（日语：小内喜文）
- 新山詩織
- La PomPon（日语：La PomPon）
- 安藤誠之（日语：安藤誠之）(DREAMPOLICE)

## 關連項目
- Being
- Being集團一覽
- 長戶大幸
- 清岡千穂（日语：清岡千穂）
- FIELD OF VIEW
- 小橋琢人（日语：小橋琢人）
- 植田浩二

## 外部連結
- .   [2017-10-20]. （原始内容存档于2015-05-02）.
- Being Music School的X（前Twitter）